# Begehung (Arbeitssicherheit)
Regelmäßige Begehungen der Arbeitsstätten durch den Betriebsarzt und die Fachkraft für Arbeitssicherheit sind  ein wesentliches Instrument der Arbeitssicherheit und des Arbeitsschutzes, um Gefahren und Gefährdungen rechtzeitig zu erkennen und zu vermeiden. 
Die Begehungen dienen in erster Linie dazu, sich ein umfassendes Bild von den tatsächlichen Arbeitsbedingungen vor Ort zu verschaffen, um Arbeitgeber und Arbeitnehmer fundiert beraten zu können. Um dieser beratenden Rolle gerecht zu werden, sind regelmäßige Begehungen unumgänglich.
Nach dem Arbeitssicherheitsgesetz (ASiG) unterstützen Fachkräfte für Arbeitssicherheit und  Betriebsärzte den Unternehmer in Fragen des Arbeitsschutzes und der Unfallverhütung. 
In Österreich ist die Begehung im ArbeitnehmerInnenschutzgesetz geregelt. So muss in Betrieben bis 10 AN alle 2 Jahre und in Betriebe mit 11 bis 50 AN jährlich eine Begehung durch den Arbeitsmediziner und der Sicherheitsfachkraft stattfinden. 